# Andronikos I. (Trapezunt)
Andronikos I. Gidos († 1235) war von 1222 bis 1235 Kaiser und „Großkomnene“ von Trapezunt. Er war der Schwiegersohn Alexios’ I., des ersten Kaisers von Trapezunt, den er auf dem Thron nachfolgte. Ob es sich bei ihm um denselben Andronikos Gidos handelt, der dem Kaiser des Reichs von Nicäa Theodor I. Laskaris als General diente, ist unklar.

## Leben
Andronikos war mit der Tochter des trapezuntischen Kaisers Alexios I. verheiratet. Als dieser 1222 starb, wurden seine beiden Söhne, die späteren trapezuntischen Kaiser Johannes I. und Manuel I., bei der Thronfolge übergangen. Statt ihrer trat Andronikos die Nachfolge des Alexios an.
Die erste ernstliche Krise während seiner Regierungszeit musste er ab dem Jahr 1223 meistern, als es zu einer Auseinandersetzung mit den über das Sultanat Ikonion herrschenden Rum-Seldschuken kam. Diese hatten sich seit 1221 in dem Ort Sudak auf der Krim festgesetzt und errichteten dort bis 1223 einen befestigten Stützpunkt. 1223 entsandte der seldschukische Gouverneur von Sinope eine Flotte an die Küsten der Krim, um die dortigen trapezuntischen Besitzungen anzugreifen. Sein Ziel war es, den Handel in den von Trapezunt beherrschten Häfen auf der Krim so zu behindern, dass dieser nunmehr über den Hafen von Sudak abgewickelt werden musste. Im gleichen Jahr wurde ein Schiff, mit dem der jährliche Tribut der trapezuntischen Besitzungen auf der Krim in die Hauptstadt transportiert werden sollte, von einem Sturm in den Hafen von Sinope getrieben. Unter Missachtung der zwischen den Seldschuken und Andronikos getroffenen Vereinbarungen wurde das Schiff vom Gouverneur der Stadt mitsamt der Fracht und einigen Passagieren, unter denen sich auch der Archon der auf der Krim gelegenen trapezuntischen Provinz und mehrere Offizielle der Stadt Cherson befanden, aufgebracht.
Nun sammelte Andronikos selbst eine Flotte, die er alsbald nach Sinope schickte. Dort angekommen überwanden seine Soldaten die Mauern der Stadt, die sie plünderten. Zudem fielen ihnen die Schiffe in die Hände, die sich zu dieser Zeit im dortigen Hafen aufhielten. Der von den Seldschuken gefangen gehaltene Archon wurde befreit und sowohl der beschlagnahmte Tribut als auch die von ihnen nach dem Angriff auf die Krim nach Sinope geschaffte Beute fielen den trapezuntischen Truppen in die Hände.
In der Folge marschierte der Sultan von Ikonion 1224 selbst mit seinem Hauptheer gegen Trapezunt. Andronikos stellte sich den Seldschuken mit den eigenen Truppen an den befestigten Pässen entgegen, die diese passieren mussten, um nach Trapezunt zu gelangen. Nachdem die Seldschuken dort bei Gefechten erhebliche Verluste erlitten hatten, zog Andronikos seine Soldaten aber hinter die Stadtmauern von Trapezunt zurück. Diese galten damals als uneinnehmbar.
Das Heer der Seldschuken begann mit der Belagerung der Stadt. Von einem in der Nähe des St. Eugenios Klosters gelegenen Lager aus äscherten sie zunächst die unbefestigten Vororte Trapezunts ein und begannen nach erfolgter Auskundschaftung der Stadtmauern schließlich, die Stadt von der Seeseite her anzugreifen. Es kam zu einer Serie von Angriffen und Gegenangriffen, die schließlich in einem letzten Nachtangriff der Seldschuken gipfelten. Während dieses Vorstoßes brach plötzlich ein Gewittersturm los, der sintflutartige Regenfälle und Hagel mit sich führte. Dies brachte die Angreifer, von denen einige von Sturzfluten, die sich aus den Bergen herabwälzten, fortgespült wurden, völlig aus dem Konzept, so dass manche von ihnen in der Dunkelheit die Orientierung verloren und von den Klippen auf der Seeseite der Stadt in tiefe Schluchten stürzten.
Der Sultan wurde als Gefangener nach Trapezunt gebracht, wo Andronikos ihn mit allen Ehren empfing. Man schloss einen Vertrag, dem zufolge das Reich von Trapezunt von nun an keinen Tribut und keine Heeresfolge mehr zu leisten hatte. Damit konnte Andronikos den Vasallenstatus, der ihn an das Sultanat von Ikonion band, abstreifen. Der Sultan soll von seiner Behandlung so angetan gewesen sein, dass er Andronikos später regelmäßig Araberpferde zum Geschenk machte und dem St. Eugenios mehrfach Geldspenden zukommen ließ.
Die so gewonnene Unabhängigkeit Trapezunts dauerte bis 1230. In diesem Jahr fiel der letzte Choresm-Schah Dschalal ad-Din Mengübirti in Anatolien ein, das er dem Sultanat Ikonion entreißen wollte. Dschalal ad-Din, der zuvor bereits Georgien erobert hatte, war seither bereits ein direkter Nachbar Trapezunts geworden. Da Andronikos wohl glaubte, in dem Konflikt zwischen den beiden Sultanaten nicht neutral bleiben zu können, schloss er mit dem Choresm-Schah ein Bündnis gegen die Seldschuken. In der Schlacht von Yassı Çemen (1230) gelang es dem Heer von Ikonion jedoch, die Choresmier entscheidend zu besiegen. Von den geschlagenen Truppen flohen viele zunächst nach Trapezunt, da ein Kontingent des Andronikos auf Seiten der Choresmier an der Schlacht teilgenommen hatte.
Die Allianz mit den Verlierern kostete Andronikos die Vorteile, die er 1223 mit dem Sultan von Ikonion ausgehandelt hatte. Trapezunt wurde wieder dessen Vasall und hatte ihm nach einem Bericht aus dem Jahr 1240 eine bewaffnete Truppe von 1.000 Männern zur Verfügung zu stellen.
Andronikos hatte bald noch einen weiteren Verlust zu beklagen. Nach der Eroberung eines Großteils Georgiens durch die Mongolen und den damit einhergehenden Wirren sagten sich weite Gebiete in Iberien und Lazien, die bisher der Herrschaft des Andronikos unterstanden hatten, von Trapezunt los. Sie gingen im Königreich Imeretien unter David VI. auf.
Andronikos starb 1235. Auf dem Thron folgte ihm Johannes I., der älteste Sohn seines Vorgängers Alexios.